# Steve Jackson (brytyjski projektant gier)
Steve Jackson (ur. 1951 w Manchesterze, Wielka Brytania) – recenzent i pisarz, jeden z najlepiej znanych twórców w świecie gier. 

## Życiorys
W 1975 wraz z Ianem Livingstonem założył Games Workshop. Wspólnie z nim stworzył także serię Fighting Fantasy Game Books wydaną przez Penguin Books. Pierwsza gra nosiła tytuł „THE WARLOCK OF FIRETOP MOUNTAIN” (czarnoksiężnik z ognistej góry) i została wydana w roku 1982. W 1997 r. Wraz z Peterem Molyneux  założył firmę tworzącą gry komputerowe, Lionhead Studios. Studio zostało kupione przez firmę Microsoft 6 kwietnia 2006 r. W 2016 r. Microsoft ogłosił anulowanie prac nad Fable Legends, ostatecznie zamykając brytyjskie studio 29 kwietnia 2016 r.
Często jest mylony z amerykańskim twórcą gier o tym samym imieniu i nazwisku (patrz: Steve Jackson). Nieporozumienie jest tym większe, że obaj są twórcami książek z serii Fighting Fantasy Game Books.